# Mycalesis congoensis
Mycalesis congoensis är en fjärilsart som beskrevs av James John Joicey och Talbot 1921. Mycalesis congoensis ingår i släktet Mycalesis och familjen praktfjärilar. Inga underarter finns listade i Catalogue of Life.